# Conus glorioceanus
Espèce
Conus glorioceanus est une espèce de mollusques gastéropodes marins de la famille des Conidae.
Comme toutes les espèces du genre Conus, ces escargots sont prédateurs et venimeux. Ils sont capables de « piquer » les humains et doivent donc être manipulés avec précaution, voire pas du tout.

## Description
La taille de la coquille varie entre 30 mm et 51 mm.

## Distribution
Cette espèce marine est présente au large des Philippines.

## Taxonomie

### Publication originale
L'espèce Conus glorioceanus a été décrite pour la première fois en 2009 par les malacologistes Guido T. Poppe et Sheila P. Tagaro dans la publication intitulée « Visaya »,.

### Synonymes
- Conus (Cylinder) glorioceanus Poppe & Tagaro, 2009 · appellation alternative
- Cylinder glorioceanus (Poppe & Tagaro, 2009) · non accepté
- Cylindrus glorioceanus (Poppe & Tagaro, 2009) · non accepté

## Identifiants taxonomiques
- Ressources relatives au vivant :   - Global Biodiversity Information Facility
  - Interim Register of Marine and Nonmarine Genera
  - Plazi
  - World Register of Marine Species
  - ZooBank

Chaque taxon catalogué par les bases de données biologiques et taxonomiques possède un identifiant qui permet d'établir un point de référence. Les identifiants de Conus glorioceanus dans les principales bases sont les suivants :
CoL : XXH4 - GBIF : 6510834 - IRMNG : 11706127 - WoRMS : 428423